# Albești-Paleologu
Albești-Paleologu es una comuna ubicada en el distrito de Prahova, Rumania.

## Superficie
Posee una superficie de 50,0 kilómetros cuadrados.

## Demografía
Hasta 2021 la población era de 5145 habitantes, con una densidad de población de 102,9 habitantes por kilómetro cuadrado.